# Gran Bailando
Gran Bailando sería la octava edición del concurso argentino Gran Cuñado y la sexta edición integrada por políticos además de ser la primera en la que estos bailaran. Inició el día martes 29 de abril de 2014 a las 22:30 en la pantalla de El trece, dentro del programa Showmatch. El segmento consistía en una serie de humoristas caracterizados como los políticos argentinos más destacados, de los cuales imitaban diversos clichés y bailarían diversos ritmos parodiando al Bailando por un sueño.
A lo largo del año, este segmento fue descartado del programa. Se desconocen las razones del mismo, ya que esta no cumplió con las expectativas dadas. Sin embargo, se interpretaron varias caracterizaciones, en especial a los integrantes del reality y del concurso de baile Bailando 2014. Los humoristas que más se destacaron en el programa fueron Freddy Villareal, Fátima Florez y Roberto Peña.

## Participantes
| Político               | Imitador/a          | Nacionalidad                                |
| ---------------------- | ------------------- | ------------------------------------------- |
| Daniel Scioli          | Freddy Villarreal   | Bandera de Argentina · Bandera de Argentina |
| Jorge Capitanich       | José María Listorti | Bandera de Argentina · Bandera de Argentina |
| José Manuel de la Sota | Mario Devalis       | Bandera de Argentina · Bandera de Argentina |
| Luis D'Elía            | Claudio Rico        | Bandera de Argentina · Bandera de Argentina |
| Martín Insaurralde     | Freddy Villarreal   | Bandera de Argentina · Bandera de Argentina |
| Mauricio Macri         | José María Listorti | Bandera de Argentina · Bandera de Argentina |
| Sergio Massa           | Roberto Peña        | Bandera de Argentina · Bandera de Uruguay   |

## Imitaciones de Participantes y Famosos
| Famoso               | Imitador/a             | Nacionalidad                       |
| -------------------- | ---------------------- | ---------------------------------- |
| Aníbal Pachano       | Freddy Villarreal      | Bandera de Argentina               |
| Arjen Robben         | Freddy Villarreal      | Bandera de los Países Bajos        |
| Carlos Bianchi       | Freddy Villarreal      | Bandera de Argentina               |
| Eduardo Feinmann     | Freddy Villarreal      | Bandera de Argentina               |
| Federico Hoppe       | Lautaro Goya           | Bandera de Argentina               |
| Fernando de la Rúa   | Freddy Villarreal      | Bandera de Argentina               |
| Graciela Alfano      | Fátima Flórez          | Bandera de Argentina               |
| Gerardo Sofovich     | Freddy Villarreal      | Bandera de Argentina               |
| Jorge Lanata         | Freddy Villarreal      | Bandera de Argentina               |
| Jésica Cirio         | Fátima Flórez          | Bandera de Argentina               |
| Juan Román Riquelme  | Freddy Villarreal      | Bandera de Argentina               |
| Justin Bieber        | Roberto Peña           | Bandera de Canadá                  |
| Lizy Tagliani        | Roberto Peña           | Bandera de Argentina               |
| Laura Fidalgo        | Fátima Flórez          | Bandera de Argentina               |
| Luciano Tirri        | Roberto Peña           | Bandera de Argentina               |
| Marcelo Manau        | Roberto Peña           | Bandera de Argentina               |
| Marcelo Polino       | Freddy Villareal       | Bandera de Argentina               |
| María Eugenia Ritó   | Fátima Flórez          | Bandera de Argentina               |
| Mario Pergolini      | Freddy Villarreal      | Bandera de Argentina               |
| Miguel Herrera       | Jorge "Carna" Crivelli | Bandera de México                  |
| Mimí Alvarado        | Fátima Flórez          | Bandera de la República Dominicana |
| Moria Casán          | Fátima Flórez          | Bandera de Argentina               |
| Nacha Guevara        | Fátima Flórez          | Bandera de Argentina               |
| Neymar               | Freddy Villarreal      | Bandera de Brasil                  |
| Papa Francisco       | Freddy Villarreal      | Bandera de Argentina               |
| Paula Chaves         | Fátima Flórez          | Bandera de Argentina               |
| "Peluche"            | Roberto Peña           | Bandera de la República Dominicana |
| Ramón Díaz           | Freddy Villarreal      | Bandera de Argentina               |
| Sixto Valdés         | Freddy Villarreal      | Bandera de Cuba                    |
| Soledad Silveyra     | Fátima Flórez          | Bandera de Argentina               |
| Susana Giménez       | Fátima Flórez          | Bandera de Argentina               |
| Thomas Griesa        | Roberto Peña           | Bandera de Estados Unidos          |
| Victor Hugo Morales  | Freddy Villarreal      | Bandera de Uruguay                 |
| Victoria Xipolitakis | Fátima Flórez          | Bandera de Argentina               |
| Yuichi Nishimura     | Freddy Villarreal      | Bandera de Japón                   |